# تصفيات كأس العالم 2018 – أوروبا المرحلة الثانية

## المنتخبات المتأهلة
| م | مج | الفريق           | لعب | ف | ت | خ | أ.له | أ.ع | أ.ف | نقاط | التأهل                     |
| - | -- | ---------------- | --- | - | - | - | ---- | --- | --- | ---- | -------------------------- |
| 1 | ب  | سويسرا           | 10  | 9 | 0 | 1 | 23   | 7   | +16 | 27   | التقدم إلى المرحلة الثانية |
| 2 | ص  | إيطاليا          | 10  | 7 | 2 | 1 | 21   | 8   | +13 | 23   | التقدم إلى المرحلة الثانية |
| 3 | ر  | الدنمارك         | 10  | 6 | 2 | 2 | 20   | 8   | +12 | 20   | التقدم إلى المرحلة الثانية |
| 4 | ع  | كرواتيا          | 10  | 6 | 2 | 2 | 15   | 4   | +11 | 20   | التقدم إلى المرحلة الثانية |
| 5 | أ  | السويد           | 10  | 6 | 1 | 3 | 26   | 9   | +17 | 19   | التقدم إلى المرحلة الثانية |
| 6 | ج  | أيرلندا الشمالية | 10  | 6 | 1 | 3 | 17   | 6   | +11 | 19   | التقدم إلى المرحلة الثانية |
| 7 | ط  | اليونان          | 10  | 5 | 4 | 1 | 17   | 6   | +11 | 19   | التقدم إلى المرحلة الثانية |
| 8 | د  | جمهورية أيرلندا  | 10  | 5 | 4 | 1 | 12   | 6   | +6  | 19   | التقدم إلى المرحلة الثانية |
| 9 | س  | سلوفاكيا         | 10  | 6 | 0 | 4 | 17   | 7   | +10 | 18   |                            |

## التوزيع والقرعة
سحبت قرعة المرحلة الثانية من التصفيات الأوروبية في 17 أكتوبر 2017 على الساعة 14:00 بتوقيت وسط أوروبا الصيفي بمقر الفيفا في زيوريخ، حيث تقسيم المنتخبات لمستويين حسب تصنيف فيفا العالمي لشهر أكتوبر 2017. يلعب كل منتخب من مستوى ضد منتخب من مستوى مبارتين ذهاب وإياب.
| الوعاء 1                                                  | الوعاء 2                                                                  |
| --------------------------------------------------------- | ------------------------------------------------------------------------- |
| سويسرا (11) · إيطاليا (15) · كرواتيا (18) · الدنمارك (19) | أيرلندا الشمالية (23) · السويد (25) · جمهورية أيرلندا (26) · اليونان (47) |

## المباريات
ستلعب مباريات الذهاب بين 9 و 11 نوفمبر، فيما تلعب مباريات الإياب بين 12 و 14 نوفمبر 2017.
جميع المباريات ستلعب حسب توقيت وسط أوروبا (ت ع م+01:00).
| الفريق الأول     | إجم. | الفريق الثاني   | مباراة الذهاب | مباراة الإياب |
| ---------------- | ---- | --------------- | ------------- | ------------- |
| أيرلندا الشمالية | 0–1  | سويسرا          | 0–1           | 0–0           |
| كرواتيا          | 4–1  | اليونان         | 4–1           | 0–0           |
| الدنمارك         | 5–1  | جمهورية أيرلندا | 0–0           | 5–1           |
| السويد           | 1–0  | إيطاليا         | 1–0           | 0–0           |

| أيرلندا الشمالية | 0–1                        | سويسرا                     |
| ---------------- | -------------------------- | -------------------------- |
|                  | تقرير (فيفا) تقرير (يويفا) | - رودريغيز 58' (ركلة جزاء) |

| سويسرا | 0–0                        | أيرلندا الشمالية |
| ------ | -------------------------- | ---------------- |
|        | تقرير (فيفا) تقرير (يويفا) |                  |

فازت سويسرا 1–0 في الإجمالي وتأهلت إلى كأس العالم لكرة القدم 2018.
| كرواتيا                                                                 | 4–1                        | اليونان              |
| ----------------------------------------------------------------------- | -------------------------- | -------------------- |
| - مودريتش 13' (ركلة جزاء) - كالينيتش 19' - بيريشيتش 33' - كراماريتش 49' | تقرير (فيفا) تقرير (يويفا) | - باباستاثوبولوس 30' |

| اليونان | 0–0                        | كرواتيا |
| ------- | -------------------------- | ------- |
|         | تقرير (فيفا) تقرير (يويفا) |         |

فازت كرواتيا 4–1 في الإجمالي وتأهلت إلى كأس العالم لكرة القدم 2018.
| الدنمارك | 0–0                        | جمهورية أيرلندا |
| -------- | -------------------------- | --------------- |
|          | تقرير (فيفا) تقرير (يويفا) |                 |

| جمهورية أيرلندا | 1–5                        | الدنمارك |
| --------------- | -------------------------- | -------- |
|                 | تقرير (فيفا) تقرير (يويفا) |          |

| السويد         | 1–0                        | إيطاليا |
| -------------- | -------------------------- | ------- |
| - يوهانسون 61' | تقرير (فيفا) تقرير (يويفا) |         |

| إيطاليا | 0–0                        | السويد |
| ------- | -------------------------- | ------ |
|         | تقرير (فيفا) تقرير (يويفا) |        |

## روابط خارجية
- الموقع الرسمي

  - تصفيات أوروبا المؤهلة لكأس العالم — أوروبا المرحلة 2, FIFA.com
- موقع كأس العالم, UEFA.com